# Kotajärvi (sjö i Finland, Kajanaland, lat 64,42, long 29,17)
Kotajärvi är en sjö i Finland. Den ligger i kommunen Kuhmo i landskapet Kajanaland, i den centrala delen av landet, 500 km norr om huvudstaden Helsingfors. Kotajärvi ligger 188,1 meter över havet. Den är 6 meter djup. Arean är 76 hektar och strandlinjen är 9,28 kilometer lång. Sjön  ingår i Uleälvens huvudavrinningsområde. 